# Острилци
Острилци (на македонска литературна норма: Острилци) е село в Община Крушево, Северна Македония.

## География
Селото е типично планинско разположено в областта Долен Демир Хисар, в Бушева планина, южно от град Крушево.

## История
През 1607 година жителите на Острилци взимат едногодишен заем от вакъфа на Ахмед паша при месджида на шейх Хъзр Бали в Битоля в размер на 3240 акчета при лихва от 15% процента. Гаранти за парите са всички селяни, един за друг. През 1620-1621 година в Острилци (Остреч) са записани 11 ханета (домакинства), които дължат военния данък нузул за османския поход срещу Полша.
В XIX век Острилци е чисто българско село в Битолска кааза, Демирхисарска нахия на Османската империя. Църквата „Свети Георги“ е от XIX век. Според Васил Кънчов в 90-те години Острилци е много красиво село с 30 гиздави къщи. Според статистиката му („Македония. Етнография и статистика“) в 1900 година Острилци има 300 жители, всички българи християни.
На Етнографската карта на Битолския вилает на Картографския институт в София от 1901 година Острилци е смесено село българи, албанци и власи в Битолската каза на Битолския санджак с 51 къщи.
Според Никола Киров („Крушово и борбите му за свобода“) към 1901 година Острилци има 35 български къщи.
Цялото население на селото е под върховенството на Българската екзархия. По данни на секретаря на екзархията Димитър Мишев („La Macédoine et sa Population Chrétienne“) в 1905 година в Острилци има 216 българи екзархисти.
Според преброяването от 2002 година селото има 32 жители, всички северномакедонци. Селото е на път да се обезлюди напълно.

## Личности
Родени в Острилци
- Йозо Бошковски (1933 – 2008), писател и художник от Северна Македония
- Петър Бошковски (1936 – 2006), поет, литературен критик, есеист, преводач от Северна Македония

Починали в Острилци
- Любомир Весов (1892 – 1922), български революционер и поет